# کارل نیسن
کارل فردریک نیسن (۱۸۹۵ در فلسن - ۱۹۶۷) دانشمند هلندی در زمینهٔ فیزیک نظری بود که در بحث مکانیک کوانتومی کار می‌کرد و برای مدل پاولی-نیسن شناخته شده است.

## تحصیلات
نیسن تحصیلاتش را در زمینهٔ فیزیک در دانشگاه اوترخت در ۱۹۱۴ آغاز کرد و در ۱۹۲۲ توانست مدرک دکتری خود را دریافت کند. او از ۱۹۲۱ تا ۱۹۲۸ غیر از دوره‌ای که بر روی فوق دکتری اش در دانشگاه لودویگ ماکسیمیلیان مونیخ زیر نظر آرنولد زومرفلد از ۱۹۲۵ تا ۱۹۲۶ کار می‌کرد، در بقیهٔ این دوره استادیار دانشگاه بود.
در ۱۹۲۲ پایان نامهٔ دکتری نیسن همانند ادامهٔ پایان نامهٔ ولفگانگ پاولی در رابطه با کاتیون دی‌هیدروژن در مدل بور بود. کار این دو دانشمند به مدل پاولی-نیسن مشهور است.
نیسن پس از بازگشتش به هلند در ۱۹۲۹ در فیلیپس در آیندهوون مشغول به کار شد.